# Juan Muñoz (escultor)
Juan Muñoz (Madrid, 16 de junio de 1953-Ibiza, 28 de agosto de 2001) fue un escultor y artista de audio español. Su obra, que experimentó con las posibilidades escenográficas de la escultura, recibió el Premio Nacional de Artes Plásticas del año 2000.

## Biografía

### Inicios y obra escultórica
Fue el segundo de una familia de siete hermanos. En la década de los setenta viajó a Inglaterra para estudiar en el Croydon College y luego en el Central School of Art and Design. Allí conoció a su esposa, la escultora Cristina Iglesias, con quien tuvo dos hijos. En 1982 viajó a Estados Unidos para estudiar en el Pratt Centre de Nueva York con una beca. Tuvo su primera exposición en 1984 en la galería Fernando Vijande de Madrid. Desde entonces expuso sus trabajos frecuentemente en Europa y otras partes del mundo.
A comienzos de los años 90, Juan Muñoz comenzó a producir obras de carácter "narrativo" -rompiendo los límites de la escultura tradicional- las cuales constan de instalaciones de figuras de tamaño ligeramente inferior al natural en interacción mutua distribuidas en ambientes tanto cerrados como abiertos. Sus instalaciones a menudo invitan al espectador a relacionarse con ellas, dejando de sentirse espectador para discretamente formar parte de ellas. Sus figuras monocromáticas, gris plomo o color cera, ganan en discreción, en universalidad por su falta de particularización, pero esa ausencia de individualidad nos cuestiona y, tal vez, hasta incomoda.
Para sus esculturas, Juan Muñoz utilizó principalmente papel maché, resina y finalmente bronce.

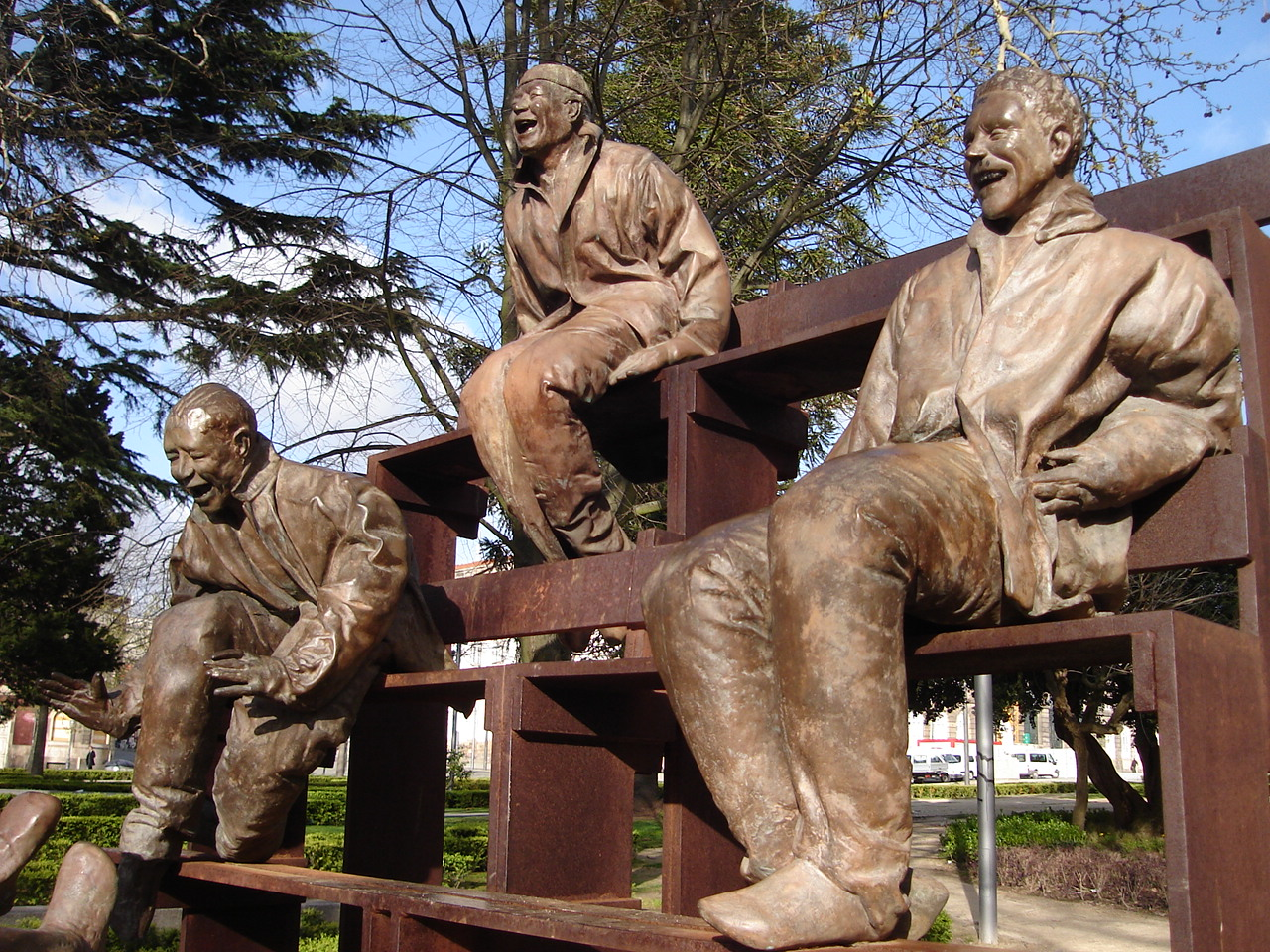
Fragmento de la serie de esculturas de Muñoz Thirteen Laughing at Each Other (2001) en Oporto.

### Obra en audio
Además de en la escultura, Muñoz se interesó en la creación de carácter auditivo, produciendo algunos trabajos para radio. Uno de sus trabajos más reconocidos en este medio fue el que realizó junto con el compositor británico Gavin Bryars a principios de los años 1980, llamado A Man in a Room, Gambling (un hombre en una habitación, apostando), el cual constaba de Muñoz describiendo trucos de naipes acompañado por una composición de Bryars. Las piezas, diez segmentos de no más de cinco minutos, fueron emitidas por la cadena de radio Radio 3 de la BBC.
En una programa de radio inédito (Third Ear, 1992), Juan Muñoz planteaba que existían dos cosas imposibles de representar: el presente y la muerte, y que la única manera de llegar a ellas era por su ausencia.

### Double Bindy muerte
En 2000 recibe el Premio Nacional de Artes Plásticas. Ese año se convierte en el segundo artista, tras Louise Bourgeois, en recibir el encargo de una instalación en la Sala de Turbinas de la Tate Modern de Londres. La obra resultante fue Double Bind (2001), una gran instalación de tres niveles con ascensores, agujeros y trampantojos y esculturas humanas oscuras.
El 28 de agosto de 2001 Muñoz falleció súbitamente de un paro cardíaco provocado por un aneurisma y una hemorragia interna a los 48 años de edad, mientras veraneaba en Santa Eulalia del Río, Ibiza.
En 2021 se estrenó el documental Juan Muñoz, el poeta del espacio. En 2023 se editó el libro Todo lo que veo me sobrevivirá / Everything I See Will Outlive Me, en paralelo a una doble exposición en el CA2M y la Sala Alcalá 31 comisariada por Manuel Segade.